# العلاقات الأردنية الباهاماسية
العلاقات الأردنية الباهاماسية هي العلاقات الثنائية التي تجمع بين الأردن وباهاماس.

## مقارنة بين البلدين
هذه مقارنة عامة ومرجعية للدولتين:
| وجه المقارنة                                              | الأردن                   | باهاماس      |
| --------------------------------------------------------- | ------------------------ | ------------ |
| المساحة (كم2)                                             | 89.34 ألف                | 13.88 ألف    |
| عدد السكان (نسمة)                                         | 9.81 مليون               | 395.36 ألف   |
| الكثافة السكانية (ن./كم²)                                 | 109.81                   | 28.48        |
| العاصمة                                                   | عمان                     | ناساو        |
| اللغة الرسمية                                             | اللغة العربية            | لغة إنجليزية |
| العملة                                                    | دينار أردني              | دولار بهامي  |
| الناتج المحلي الإجمالي (بليون دولار)                      | 40.07 مليار              | 12.16 مليار  |
| الناتج المحلي الإجمالي (تعادل القوة الشرائية) بليون دولار | 82.80 مليار              | 8.92 مليار   |
| الناتج المحلي الإجمالي الاسمي للفرد دولار أمريكي          | 4.94 ألف                 | 22.82 ألف    |
| الناتج المحلي الإجمالي للفرد دولار أمريكي                 | 12.05 ألف                |              |
| مؤشر التنمية البشرية                                      | 0.748                    | 0.790        |
| رمز المكالمات الدولي                                      | +962                     | +1242        |
| رمز الإنترنت                                              | .jo                      | .bs          |
| المنطقة الزمنية                                           | ت ع م+02:00، ت ع م+03:00 | 00           |

## منظمات دولية مشتركة
يشترك البلدان في عضوية مجموعة من المنظمات الدولية، منها:
| علم المنظمة | اسم المنظمة                               | تاريخ انضمام الأردن | تاريخ انضمام باهاماس |
| ----------- | ----------------------------------------- | ------------------- | -------------------- |
|             | الاتحاد البريدي العالمي                   | ?                   | ?                    |
|             | يونسكو                                    | 14 يونيو 1950       | 23 أبريل 1981        |
|             | البنك الدولي للإنشاء والتعمير             | 29 أغسطس 1952       | 21 أغسطس 1973        |
|             | وكالة ضمان الاستثمار متعدد الأطراف        | 12 أبريل 1988       | 4 أكتوبر 1994        |
|             | الاتحاد الدولي للاتصالات                  | 20 مايو 1947        | 19 أغسطس 1974        |
|             | منظمة الشرطة الجنائية الدولية             | ?                   | ?                    |
|             | مؤسسة التمويل الدولية                     | 20 يوليو 1956       | 8 ديسمبر 1986        |
|             | الأمم المتحدة                             | 14 ديسمبر 1955      | 18 سبتمبر 1973       |
|             | مؤسسة التنمية الدولية                     | 4 أكتوبر 1960       | 23 يونيو 2008        |
|             | منظمة حظر الأسلحة الكيميائية              | ?                   | ?                    |
|             | المركز الدولي لتسوية المنازعات الاستشارية | 29 نوفمبر 1972      | 18 نوفمبر 1995       |

## وصلات خارجية
- موقع وزارة الخارجية الأردنية